# روبرتا ميتسولا
روبرتا ميتسولا تيديسكو تريكاس (18 يناير 1979) محامية من مالطا متخصصة بالقانون والسياسة الأوروبية تتولى حاليًا منصب رئيس البرلمان الأوروبي بعد وفاة الرئيس السابق ديفيد ساسولي في 11 يناير 2022 وهي عضو في البرلمان الأوروبي. شغلت قبل ذلك منصب الملحق التعاون القانوني والقضائي في مالطا ضمن البعثة الدائمة لمالطا إلى الاتحاد الأوروبي. كما عملت بين عامي 2012 و 2013 كمستشار قانوني للممثل السامي للاتحاد للشؤون الخارجية والسياسة الأمنية كاترين أشتون.

## التعليم والمسار الوظيفي
روبرتا ميتسولا هي محامية ومتخصص في القانون والسياسة الأوروبية في كلية أوروبا. شغلت منصب ملحق التعاون القانوني والقضائي لمالطا في التمثيل الدائم لمالطا لدى الاتحاد الأوروبي. ومن 2012 إلى 2013 كمستشارة قانونية للممثلة العليا للاتحاد للشؤون الخارجية والسياسة الأمنية كاثرين أشتون.

## المهام السياسية

### البدايات المبكرة
في سنوات دراستها، شكلت ميتسولا جزء من SDM (Studenti Demokristjani Maltin) و (المجلس الوطني للشبابKNZ) و MŻPN (Moviment Żgħażagħ Partit Nazzjonalista)، قبل انتخابها كأمين عام للطلاب الديمقراطيين الأوروبيين (EDS)، وكذلك المشاركات داخل منتدى الشباب الأوروبي. في عام 2002، تم انتخابها نائبة لرئيس مؤتمر الشباب حول مستقبل أوروبا الذي مهد الطريق لها للمشاركة عن كثب في التفاوض وصياغة المعاهدة الدستورية الأوروبية، وفي وقت لاحق، معاهدة لشبونة.[بحاجة لمصدر]
كانت ميتسولا ناشطة في الحزب الوطني في مالطا منذ شبابها، [بحاجة لمصدر] وخدمت في الأمانة الدولية للحزب؛ [بحاجة لمصدر] نشط في حملة من أجل التصويت بـ «نعم» في استفتاء عضوية الاتحاد الأوروبي لعام 2003 ، [بحاجة لمصدر] والتطوع مع ELCOM ، الذراع الانتخابية في PN. [بحاجة لمصدر] ترشحت لانتخابات البرلمان الأوروبي في عام 2004 [بحاجة لمصدر]والبرلمان الأوروبي لعام 2009 كمرشحة وطنية في مالطا. [بحاجة لمصدر] لم يتم انتخابها في أي من هذه الانتخابات. [بحاجة لمصدر]

### عضو البرلمان الأوروبي 2013–22
نجحت ميتسولا في خوض الانتخابات غير الرسمية لشغل المقعد الشاغر لسيمون بوسوتيل في 24 أبريل 2013 ، لتصبح واحدة من أول عضوات مالطا في البرلمان الأوروبي. في البرلمان، هي عضوة في كتلة حزب الشعب الأوروبي.
بعد إعادة انتخابها لعضوية البرلمان لفترة كاملة في عام 2014، تم انتخاب ميتسولا نائبة لرئيس لجنة الالتماسات (PETI) في يوليو 2014. بالإضافة إلى ذلك، عملت كعضو في عدد من اللجان والوفود بما في ذلك لجنة البرلمان الأوروبي للحريات المدنية والعدل والشؤون الداخلية (LIBE) ووفد العلاقات مع الولايات المتحدة. من عام 2016 حتى عام 2017 ، كانت ميتسولا جزءًا من لجنة التحقيق البرلمانية في غسل الأموال والتجنب الضريبي والتهرب الضريبي (بانا) التي حققت في كشف وثائق بنما وخطط التهرب الضريبي على نطاق أوسع. داخل LIBE ، كانت جزءًا من مجموعة مراقبة سيادة القانون منذ عام 2018.
بالإضافة إلى مهامها في اللجان، انضمت ميتسولا إلى مجموعة البرلمان الأوروبي المشتركة حول حقوق الطفل.
في نوفمبر 2020، تم انتخاب ميتسولا كنائب أول لرئيس البرلمان الأوروبي لتحل محل مايرد ماغينيس الذي أصبح المفوض الأوروبي. وهي أول عضو في البرلمان من مالطا يتولى منصب نائب الرئيس. [12]
في نوفمبر 2021، تم اختيار ميتسولا من قبل حزب الشعب الأوروبي كمرشحهم لخلافة ديفيد ساسولي كرئيس للبرلمان الأوروبي عند انتهاء فترة رئاسته في يناير 2022. كان ساسولي قد دخل المستشفى بسبب التهاب رئوي في سبتمبر 2021  وفي ديسمبر أعلن أنه لن يرشح نفسه لولاية ثانية كرئيس، مما يجعل ميتسولا خليفته المحتمل. بعد مزيد من العلاج في المستشفى، توفي ساسولي في 11 يناير 2022، قبل أسبوع واحد من تصويت البرلمان على خليفته. بعد وفاة ساسولي ، أصبح ميتسولا القائم بأعمال رئيس البرلمان الأوروبي.

### رئيسة البرلمان الاوروبي
تولت ميتسولا منصب الرئيس للبرلمان الأوروبي في 18 يناير 2022 بعد انتخابها في الجولة الأولى بأغلبية 458 صوتًا.

## الانشطة الأخرى
- مركز ويلفريد مارتنز للدراسات الأوروبية [الإنجليزية]- عضو المجلس التنفيذي [28]
- أصدقاء أوروبا [الإنجليزية] - عضو مجلس الأمناء (منذ 2020) [29]

## الدور السياسي
بصفتها عضوًا في LIBE، قادت ميتسولا عمل EPP بشأن «خارطة طريق الاتحاد الأوروبي غير الملزمة ضد رهاب المثلية الجنسية والتمييز على أساس التوجه الجنسي والهوية الجنسية» في عام 2014. شاركت في تأليف تقرير غير ملزم حول أزمة المهاجرين الأوروبية في عام 2016، والذي يهدف إلى وضع «نهج تشريعي ملزم وإلزامي» بشأن إعادة التوطين واتفاقيات «إعادة القبول» الجديدة على مستوى الاتحاد الأوروبي والتي يجب أن تكون لها الأسبقية على الاتفاقيات الثنائية بين الاتحاد الأوروبي والدول الأخرى. دول الاتحاد الأوروبي.

## الخلافات
في أكتوبر 2020، اقترحت ميتسولا تعديلات على قرار LIBE بشأن بلغاريا أثار الجدل. وأصرت على أن الوثيقة تتضمن معلومات حول الاحتجاجات في بلغاريا التي يمولها رئيس القمار مع 18 تهمة موجهة ضده. بعد أن اتصل بها مئات المتظاهرين على وسائل التواصل الاجتماعي وتم تهديدها بدعوى قضائية بسبب التشهير ونشر «أخبار مزيفة»، منعت ميتسولا الوصول إلى وسائل التواصل الاجتماعي الخاصة بها من بلغاريا [25] وسحبت التعديل المقترح. [بحاجة لمصدر]

## حياتها الشخصية
ولدت روبرتا ميتسولا في سانت جوليانز في مالطا، ونشأت في منطقة غزيرا. ترشحت روبرتا وزوجها الفنلندي أوكو ميتسولا (حزب الائتلاف الوطني) لانتخابات البرلمان الأوروبي لعام 2009، ليصبحا أول زوجين يخوضان انتخابات البرلمان الأوروبي نفسها من دولتين عضوين مختلفين. التقيا لأول مرة في عام 1999 وتزوجا في أكتوبر 2005. معًا، لديهما أربعة أبناء.

## روابط خارجية
- الموقع الرسمي